# Joseph Du Hamel
Joseph Du Hamel, auch du Hamel, von Dühamel, Duhamel (russisch Осип Осипович Дюгамель; * 2. Augustjul. / 13. August 1768greg. in Warschau; †  8. Dezemberjul. / 20. Dezember 1840greg. in St. Petersburg) war ein russischer Senator und Gouverneur von Livland.

## Leben

### Herkunft und Familie
Joseph entstammte einen ursprünglich französischen Adelsgeschlechts, dessen baltische Branche in der Livländischen Ritterschaft und der Kurländischen Ritterschaft immatrikuliert war. Seine Eltern waren der
Vorleser des polnischen Königs Stanislaus August, Joseph Du Hamel und Anna Maria Juliana, geborene Miklasiewicz.
Er vermählte sich mit Henriette Christina, geborene von Heyking (1774–1862), geschiedene Heinrich Baron von Krorff (1765–1823).
Aus der Ehe sind mehrere Kinder hervorgegangen, darunter:
- Alexander (1801–1880), russischer Gesandter in Persien, der Infanterie, und Generalgouverneur von Westsibirien
- Sergei (1802–1865), russischer Generalmajor
- Karl Andreas (1808–1858), russischer Wirklicher Geheimer Rat[4]
- Michael (1812–1896), russischer Admiral

### Werdegang
Du Hamel diente seit 1776 im russischen Heer, zuerst bei der Garde, dann in der Linieninfanterie. So stand er 1788 in Finnland im Felde und nahm 1792 am Russisch-Polnischen Krieg teil. Während des Kościuszko-Aufstand geriet er in Gefangenschaft.
Erst im Jahre 1797 nahm er eine Tätigkeit im russischen Zivildienst auf und war Hofrat und Rat am Justizkollegium in St. Petersburg. In den Jahren 1799 bis 1806 war er Regierungsrat in Mitau, von 1806 bis 1811 Vizegouverneur und schließlich von 1811 bis 1827 Gouverneur von Livland. Er avancierte 1812 zum Wirklichen Staatsrat und war in den Jahren 1819, 1821 und 1823 Vertreter des General-Gouverneurs Marquis Paulucci. Weiterhin war Du Hamel Präsident der Kommission für Einführung der Bauerngesetzgebung und seit 1827 Senator, sowie seit 1828 auch Ehrenvormund im Vormundschaftsrat für die Institutionen der Kaiserin Maria. 1801 hat er das kurländische Indigenat erhalten.